# Luby család
Luby család (Benedekfalvi) Liptó vármegyei régi nemesi család, mely egy tőről, közös őstől ered a Benedekfalvi, Detrich, Kiszely, a Horai Horánszky és Liptószentandrási Andreanszky családokkal.

## Története
A család közös őse 1230 körül élt. A Luby nevet Mihály vette fel 1500-ban.
1570-ben a család a régi Detrichfalvi, utóbb Benedekfalvi ősi birtokra a Detrich, Kiszely stb. családdal új adományt szerzett.
A család Liptó, Heves, Pest, Borsod, és Szatmár vármegyében élt.
1591-ben élt Luby János Liptó megyei Lubelle és Dubrava helységbeli birtokait elzálogosította Casparith
Gáspárnak (Szepesi káptalan 1588).
1730-ban Luby György Rákóczi alatt harcolt.
1749-ben Luby Antal Hont vármegye esküdtje volt.
A Szatmár vármegyébe telepedett ágból:
Luby I. Károly született: 1752-ben, meghalt: 1805-ben. Neje tasnád-szántói Becsky Ágnes, gyermekeik: Imre (1778-1851), II. Károly (1787-1840).
I. Károly Szatmár vármegye első alispánja, majd országgyűlési követe, Ung vármegye adminisztrátora volt.
Imre nevű fia Nagykárolyban született 1778. december 19-én. Cs.kir. tanácsos, a királyi ügyek igazgatója volt, később a budai kir. kincstárnál volt tanácsos, majd 1828-ban altárnok. Megh.  1851-ben.
II. Károly nevű fia szül. 1787, megh.1840. Szatmár vármegye főszolgabírája volt húsz éven át. Neje hiripi Szuhányi Anna volt, kitől három lánya, s három fia született.
Fiai közül:  Luby Zsigmond 1848-ban Szatmár vármegye főszolgabírája, és arany tollal kitüntetett nagytudományú főjegyzője.
Luby János Szatmár vármegye főúti biztosa volt 1850-ben.
III. Luby Károly (született 1830. április 30. (Péchy Ilona). Szatmár vármegye járási gyámnoka.
Nagyarban élt még a családból: III. Károly fia Luby Béla is. (Szül.:1857. március 31-én.), valamint a nagy néprajzi gyűjtő:
Luby Margit tanár, néprajzkutató 1885. november 13-án született Nagyar-ban. Meghalt 1976-ban Budapesten.
Szülőföldjén, Szabolcs-Szatmár, valamint Somogy és Zala megyében, a Jászságban és a Sárrét környékén gyüjtötte össze a tájegységek néprajzi értékeit; a helyi népszokásokat, paraszti hagyományokat, a pásztorélet fennmaradt hagyományait, népi iparokat, ünnepi szokásokat, melyek máig is forrásmunkák e témában.
A család szatmár vármegyei ága 1810 körül Matolcson, ahol Luby Lajos-nak volt részbirtoka, az 1800-as évek végén pedig Fülpösdaróc, Kisgéc, Nagygéc, Nagyar, Tunyog községekben volt birtokos.
A család az 1800-as évek végén Liptó, Heves, Pest és Szatmár vármegyékben élt.

### Címer
A pajzs kék udvarában zöld téren, fészkén ülő pelikán, mely melle vérével három fiát táplálja. Ugyanilyen pelikán van a pajzs fölötti sisak koronáján is.
Foszladék: jobbról arany-kék, balról ezüst-vörös.

## A kastély
A család kastélya Nagyaron található. Az emeletes kastély 1878-79-ben épült, késő klasszicista stílusban, később eklektikus stílusban átalakították. Itt született Luby Margit tanár, neves szatmári néprajzkutató, aki a közeli családi kriptában nyugszik.